# Famille de Luyrieu
La famille de Luyrieu est originaire de Belley en Bugey.

## Titres
Les sires de Luyrieu portèrent suivant les périodes les titres de :
- seigneurs de Champagne, Champdor et Corcelles/Courcelles (1318-1516), La Cueille, Culoz, Lompnes et Angeville, de Luyrieu (Béon), Montfalcon, de Montvéran (Culoz), Morestel, Saint-Alban, Prangins, Villard, Nully, Savigny, Sainte-Croix, Villenasse.

## Offices
Des membres ont reçu les charges de :
- bailli de Savoie (1457-1463, 1489-1492) ;
- châtelain de Montmélian (1457-1463, 1489-1492).

## Héraldique
| Armes de la famille de Luyrieu | Les armes de la famille de Luyrieu se blasonnent ainsi : D'or au chevron de sable,. Blason apparu vers le ... Cimier : un dragon d'or clariné d'argent. Supports : deux anges au naturel. Devise des Luyrieu est : "Belle sans blasme". |

## Filiation
- Humbert de Luyrieu[5] (vivant fin du XIVe et encore cité en 1439), seigneur du Villard, marié, en 1409[6], à Alix d'Ameysin, fille unique de Pierre d'Ameysin qui lui apporte la seigneurie de Villard. Il en sera investi, le 19 septembre 1439[7].
- Louis de Luyrieu (vivant en 1440), seigneur du Villard. Il accorde, le 5 mars 1440[7], un affranchissement.
- Christophe de Luyrieu[7] ;
  - Jeanne de Luyrieu (vivante en 1494), fille de Christophe. Elle est mariée, le 18 septembre 1494[7], à Claude de Mareste, seigneur de Lucey. Elle lui apporte en dot ses biens de Yenne et de Chanaz, mais la terre du Villard en est exclu.
- Louis de Luyrieu (vivant en 1525), écuyer du duc Charles III de Savoie, assiste en 1525 à la bataille de Pavie[8]. Sa veuve et sa fille se marièrent avec les fils d'Alexandre de Montluel.

## Possessions
Liste non exhaustive des possessions tenues en nom propre ou en fief de la famille de Luyrieu : 
- château de Luyrieu, à Béon ;
- château de Montvéran, à Culoz ;
- maison forte de Rougemont, à Aranc (XIVe siècle) ;
- château du Villard, à La Chapelle-Saint-Martin (1439-?) ;
- château La Cueille